# Notanthidium
Notanthidium is een geslacht van vliesvleugelige insecten van de familie Megachilidae.

## Soorten
- N. adornatum (Urban, 1997)
- N. andicola (Urban, 2001)
- N. bidentatum (Friese, 1908)
- N. bizonatum (Friese, 1925)
- N. caroliameghinoi (Brèthes, 1903)
- N. nigritum (Urban, 1997)
- N. rudolphi (Ruiz, 1938)
- N. saltense (Friese, 1908)
- N. steloides (Spinola, 1851)
- N. subpetiolatum (Schrottky, 1910)